# Bernhard Schmidt (SS-Mitglied)
Bernhard Schmidt (* 18. April 1890 in Pegnitz; † 6. September 1960 in Bayerisch Eisenstein) war deutscher Lagerkommandant des KZ Lichtenburg und KZ Sachsenburg während der Zeit des Nationalsozialismus.

## Leben
Nach dem Abschluss der Volks- und Realschule absolvierte Schmidt eine Ausbildung zum Maschinenbauer und war danach im Ausland auf Montage. Zwischen 1910 und 1912 studierte Schmidt Ingenieurswesen am Technikum Konstanz und schloss das Studium als Bauingenieur ab. Von 1912 bis Anfang April 1914 leistete er seinen Militärdienst ab und erreichte dort den Rang eines Unteroffiziers. Danach war Schmidt beim Stadtbauamt Fürth als Tiefbauingenieur tätig. Als Soldat nahm Schmidt zwischen 1914 und 1918 am Ersten Weltkrieg teil und wurde nach Kriegsende am 16. Dezember 1918 aus der Armee entlassen. Im August 1919 heiratete er und übernahm das Gasthaus seiner Schwiegereltern in Bayerisch-Eisenstein. Später führte er eine Einwohnerwehr. Bereits 1925 trat Schmidt in die NSDAP (Mitgliedsnummer 14.699) und 1930 in die SS (SS-Nr. 2.069) ein. In der SS war Schmidt im Dezember 1932 „zur besonderen Verwendung“ bei einer SS-Standarte tätig.
Von Ende Juni 1934 bis Ende März 1935 war Schmidt Lagerkommandant im KZ Lichtenburg. Anschließend war Schmidt Lagerkommandant im KZ Sachsenburg und übte diese Funktion bis Juli 1937 aus. Danach war Schmidt bis Juni 1938 Schutzhaftlagerführer im KZ Sachsenhausen und dem KZ Dachau. Wegen Unfähigkeit wurde Schmidt durch den Inspekteur der Konzentrationslager Theodor Eicke aus dem Lagerdienst entlassen. Schmidt war danach als Bezirksgruppenführer beim Reichsluftschutzbund Weser/Elbe tätig. Seinem Begehren, wieder bei der Waffen-SS tätig zu werden, wurde mehrfach nicht stattgegeben. So gab Richard Glücks Schmidts Ersuchen, bei der Amtsgruppe D des WVHA Verwendung zu finden, im April 1943 nicht statt.
Schmidt wurde nach Kriegsende juristisch nicht belangt.
| Schmidts SS-Ränge      | Ernennung        |
| SS-Untersturmführer    | 17. März 1931    |
| SS-Sturmbannführer     | 2. Oktober 1931  |
| SS-Obersturmbannführer | 9. November 1931 |